# K1 (stridsvagn)
K1 (koreanska: K1 전차, hanja: K1 戰車, K1 jeoncha, K = koreansk-framtagning), även kallad stridsvagn 88 (koreanska: 88 전차, 88 jeoncha) och liknande, är en huvudstridsvagn framtagen av amerikanska Chrysler Defence för den sydkoreanska armén. Produktion åtogs av Hyundai Precision i Sydkorea och påbörjades under slutet av 1987, med leverans påbörjad under 1988.
Namnet "stridsvagn 88" myntades 1988 av den dåtida sydkoreanska presidenten Chun Doo-hwan för att fira att olympiska sommarspelen 1988 skulle hållas i Sydkoreas huvudstad Seoul. Benämningen har sedermera blivit ett populärt smeknamn för vagnen.

## Utveckling
I mitten av 1970-talet utfärdade Sydkorea armé en begäran om en ny stridsvagn som skulle ersätta M48 Patton och som skulle tillverkas i Sydkorea. Ett flertal tillverkare erbjöd olika konstruktioner och till slut valdes 1980 en konstruktion av Chrysler. Två prototyper tillverkades i USA och testades under mycket hemlighetsmakeri på Aberdeen Proving Grounds i Maryland. Serieproduktionen startade 1984 i 	Hyundais fabrik i Changwon. Stridsvagnen hade redan tagits i tjänst vid flera förband innan dess existens offentliggjordes 1987.

## Galleri

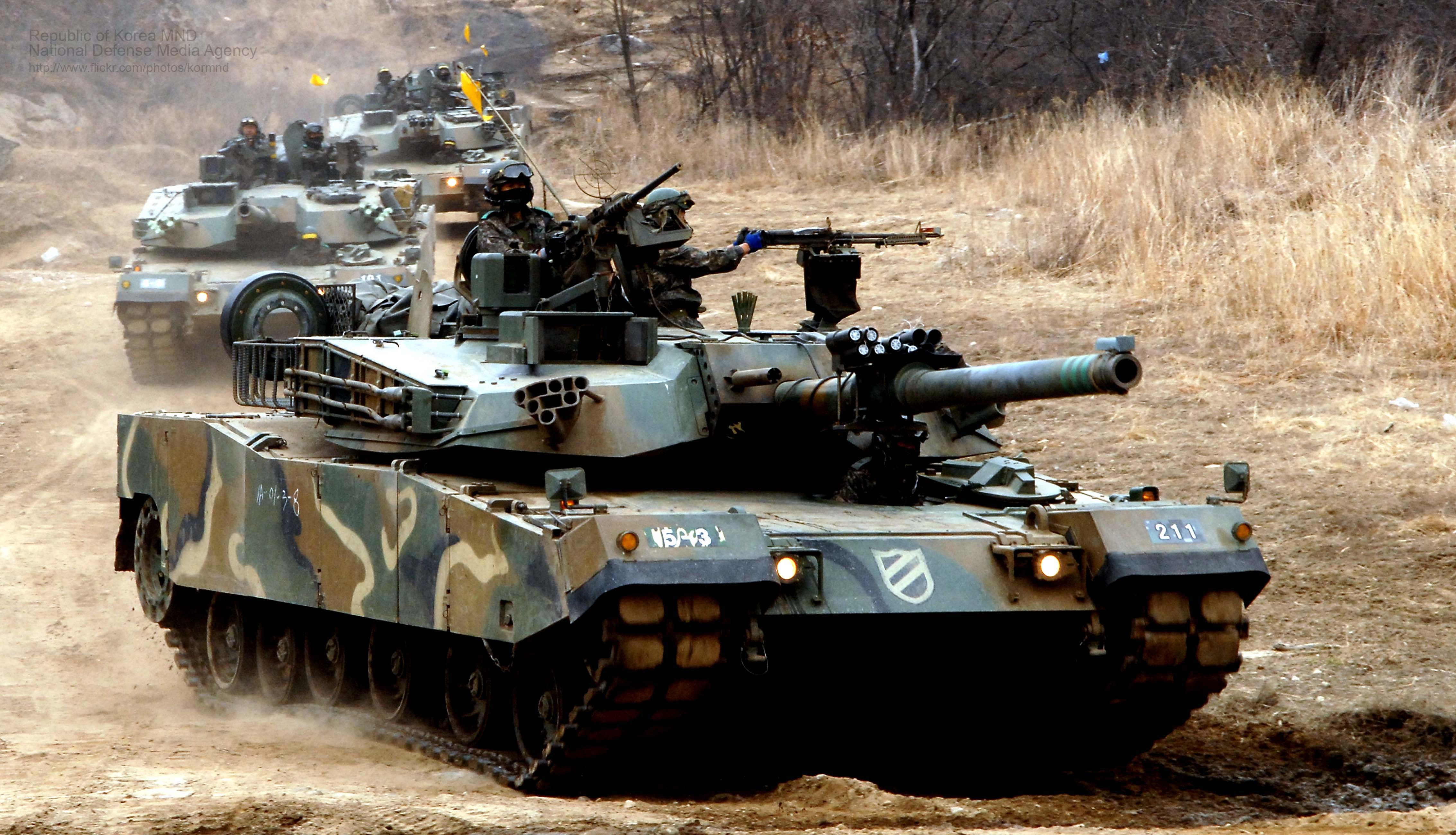
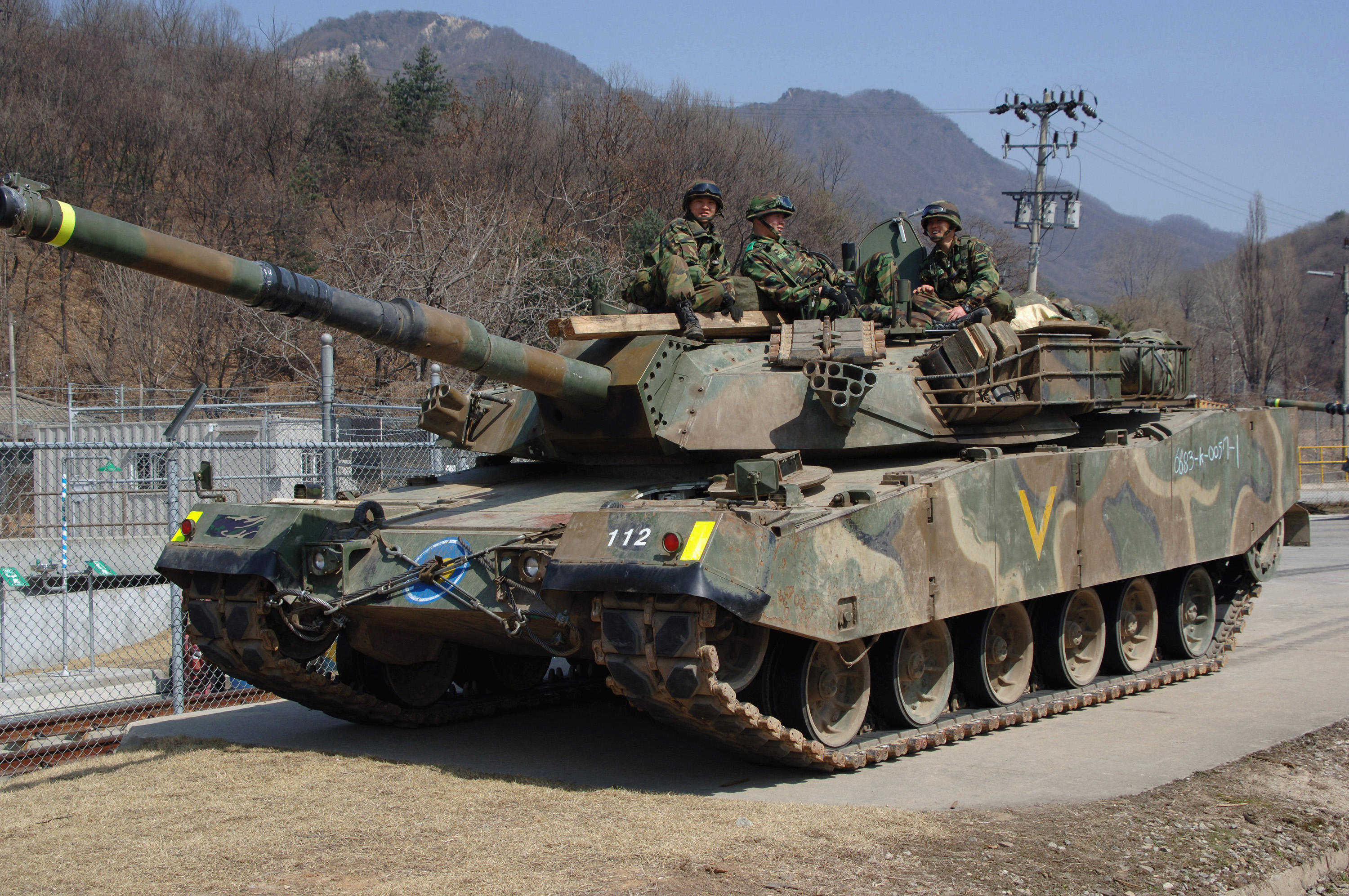
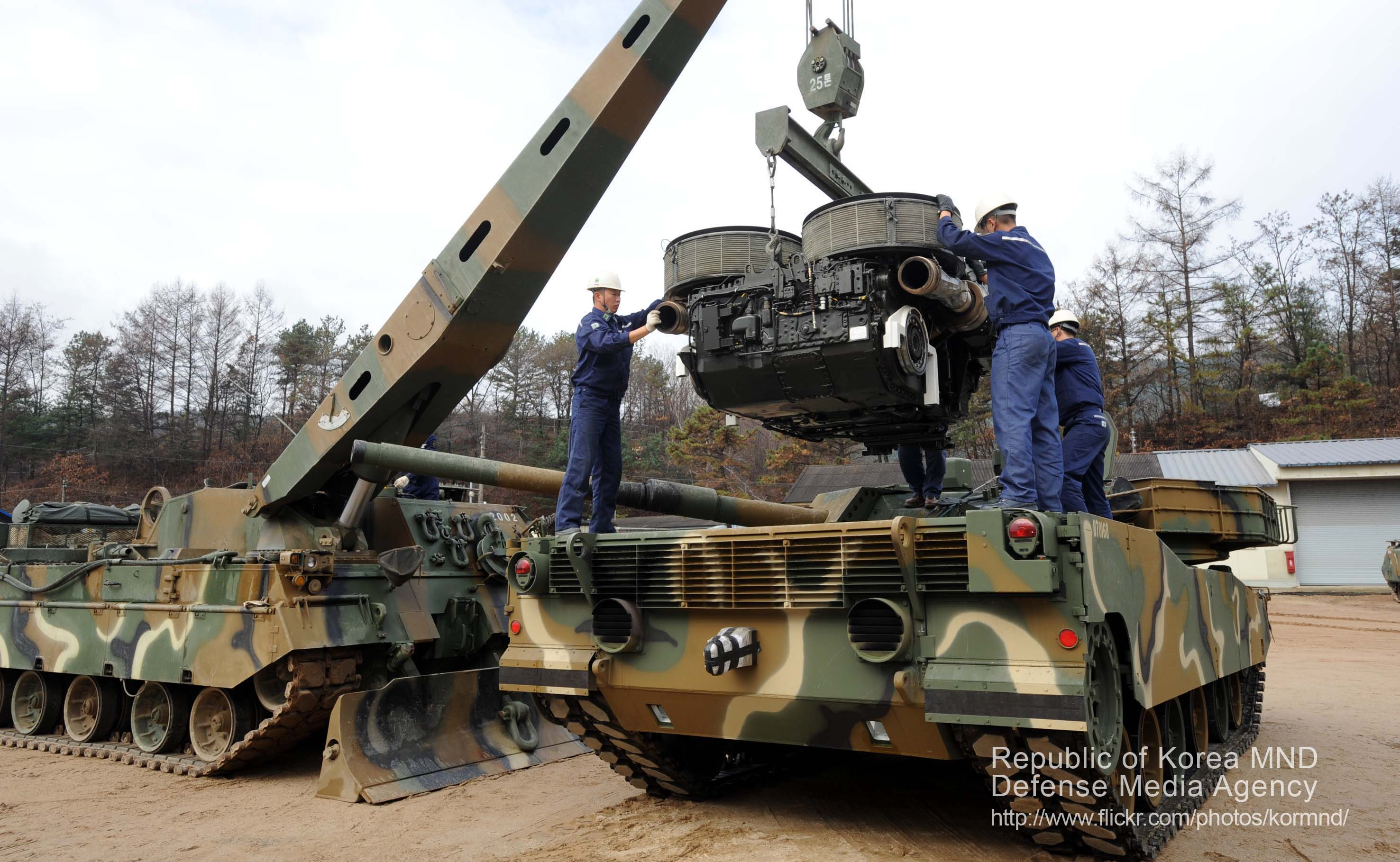
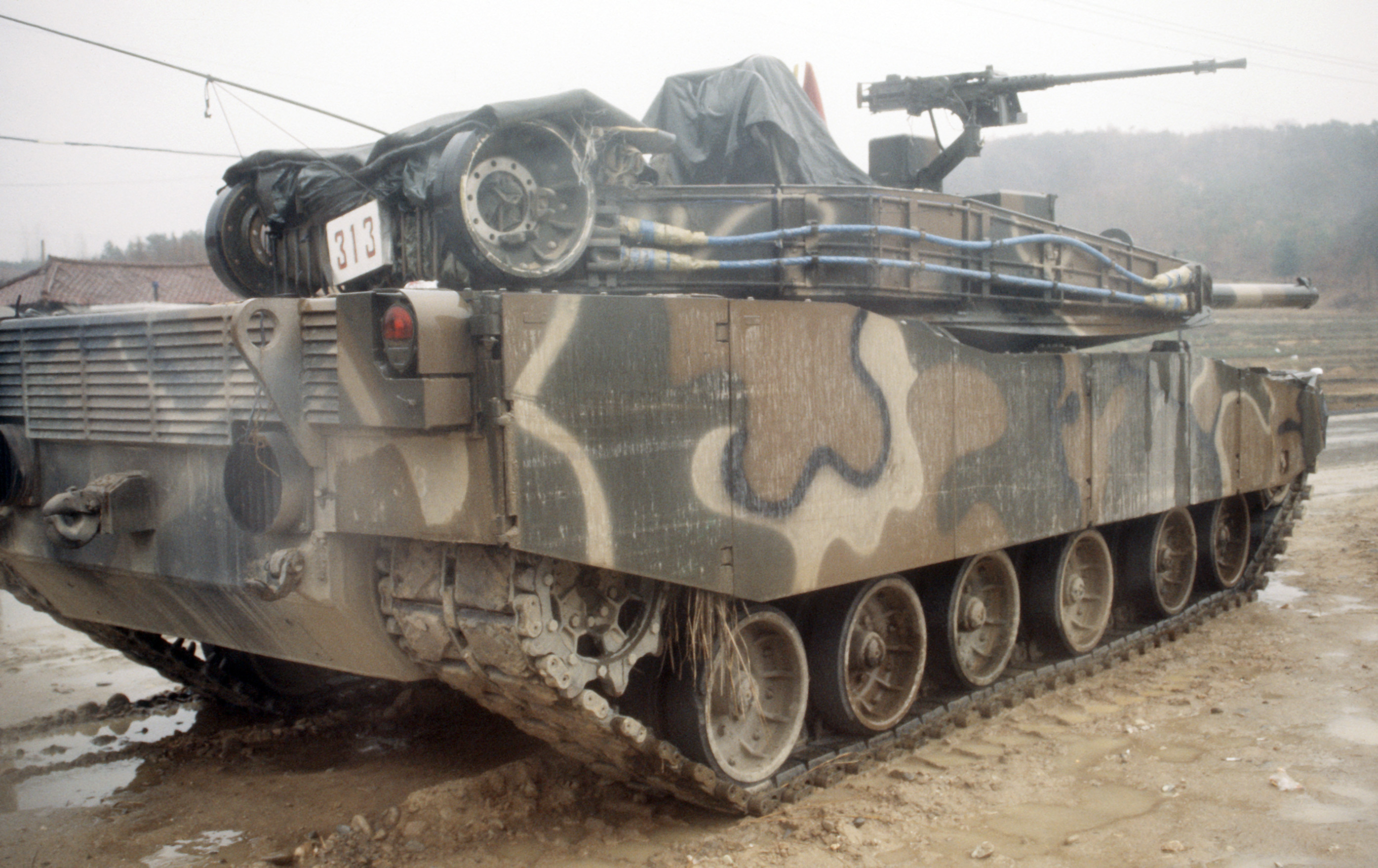
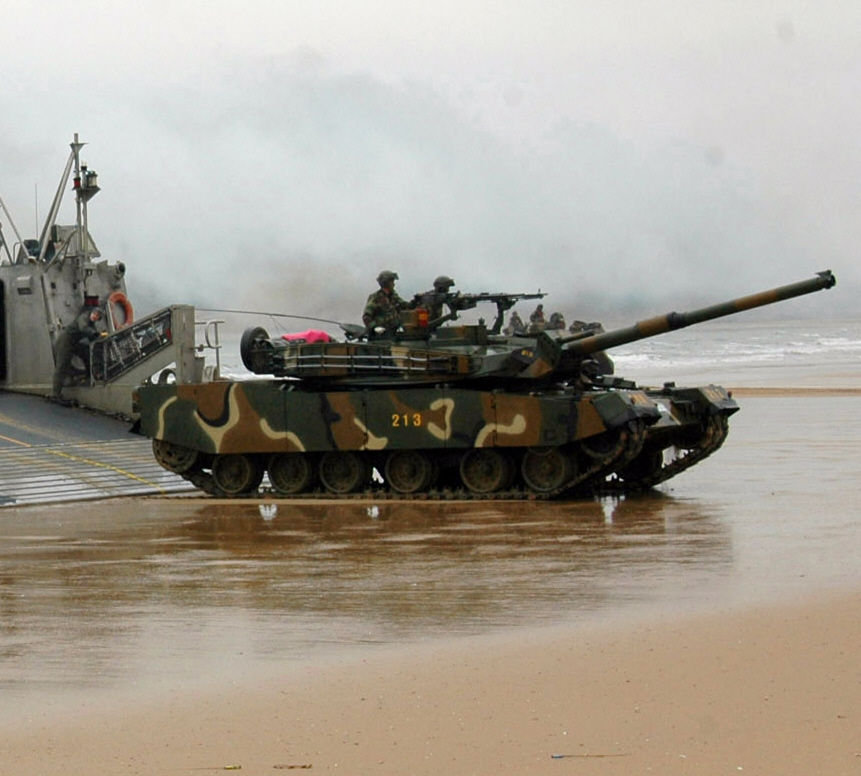

## Konstruktion
K1 är en av få moderna stridsvagnar som fortfarande är beväpnad med en 105 mm kanon. Kanonen är dock väl utprovad, mycket träffsäker och kapabel att slå ut alla stridsvagnar i Nordkoreas arsenal. En förbättrad version med 120 mm slätborrad kanon kallad K1A1 började utvecklas 1996.